# NGC 6918
NGC 6918 este o galaxie situată în constelația Indianul. A fost descoperită în 1 iulie 1834 de către John Herschel.